# Claude Jutra
Pour les articles homonymes, voir Jutra (homonymie).
Claude Jutra est un cinéaste québécois, né le 11 mars 1930 à Montréal et mort dans la même ville le 5 novembre 1986. Certains de ses films font date dans l'histoire du cinéma québécois et sont acclamés au niveau international. Après sa mort, des témoignages révèlent qu'il était l'auteur d'abus sexuels sur des mineurs, ce qui mène à débaptiser des prix du cinéma et des rues qui portaient son nom.

## Biographie

### Jeunesse et formation

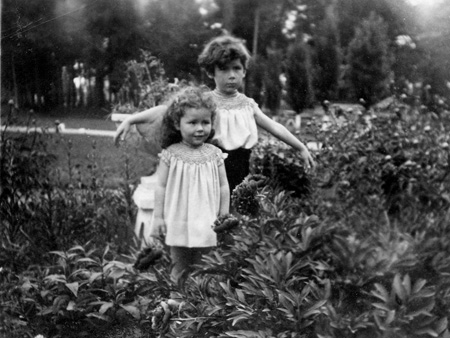
Mimi et Claude Jutra vers 1940.

Claude Jutra naît le 11 mars 1930 dans une famille aisée de Montréal. Fils du radiologiste et directeur du Collège des médecins du Québec Albert Jutras, il est l'aîné d'une famille de trois enfants (avec Mireille, dit Mimi, et Michel Jutras). Il décrira son enfance comme « exceptionnellement heureuse ». La maison familiale dans laquelle il grandira, sur la rue Sainte-Famille, tout près de l'Hôtel-Dieu de Montréal, sera un lieu de visite pour des acteurs, peintres, sculpteurs, et musiciens amis de la famille. C'est en 1938 que Jutra assiste à sa première projection d'un film : 

« J'avais 8 ans quand j'ai vu pour la première fois une image s'animer sur un écran. Ce fut le coup de foudre. Et quand j'emploie cette image, c'est au sens fort : le coup qu'a dû ressentir Jeanne d’Arc en entendant ses voix. C'était un film 8 mm en couleurs, qu'on projetait chez des amis […] »

Son père lui offrira une caméra 16 mm à 16 ans. À cette époque, il fréquente le collège Stanislas, où il fait la rencontre de Michel Brault. Durant son adolescence, il réalisera deux courts-métrages avec lui : Le Dément du Lac Jean-Jeunes, en 1948, mettant en vedette les scouts du Collège Saint-Jean, et Mouvement perpétuel en 1949, qui remportera le Canadian film award du meilleur film amateur ainsi qu'un diplôme d'honneur du festival du film amateur de Cannes.
Forcé de terminer ses études mais préservant son désir de faire du cinéma, il entre, dès 1946, à la faculté de médecine et, en 1952, obtient son diplôme de médecin à l'université de Montréal à l'âge de 22 ans. Il ne pratiquera jamais la médecine.

### Débuts dans le milieu audiovisuel
À la suite de ses études, Claude Jutra décide de lancer sa carrière dans le cinéma en s'inscrivant à l’école du théâtre du Nouveau Monde en 1953. Quittant la maison familiale, il s’installe sur l'avenue Summerhill, dans le centre-ville de Montréal. La même année, Radio-Canada ouvre ses portes et Jutra scénarise le premier télé-théâtre de la télévision québécoise, L'École de la peur, qui remporte le trophée Frigon en 1954. En tant qu’acteur, il jouera à la télévision le rôle de Grumio dans les téléthéâtres Disparu (1953) et La Mégère apprivoisée (1953) réalisés par Jean Boisvert.
Il rejoint l’Office national du film (ONF) et entame sa collaboration avec Norman McLaren sur le court métrage d’animation Trio-brio, perdu lors du déménagement de l’ONF d’Ottawa à Montréal.
En 1954, il anime Images en boîtes, une série de treize émissions télévisés d’une demi-heure sur le cinéma et perpétue son affiliation intermittente avec l’Office national du film pour qui il commence le tournage de deux documentaires sur la musique qu’il terminera en 1956 : Chantons maintenant sur la chanson canadienne d'expression française et Jeunesses musicales (Youth and Music) qui traite des jeunesses musicales du Canada (le court métrage Rondo de Mozart sera un extrait de ce film).
En 1955, il interprète Praileau dans le téléfilm Moïra de Louis-Georges Carrier à Radio-Canada puis réalise de façon indépendante Pierrot des bois avec l’aide de Michel Brault. Les deux hommes obtiennent également une entrevue avec Federico Fellini à New York. La mauvaise qualité sonore de l’entrevue empêchera sa diffusion.
En 1957, après 6 mois de cours de théâtre à Paris avec René Simon, il coréalise avec Norman McLaren Il était une chaise pour l’ONF. Le film remporte de nombreux prix internationaux dont le premier prix du film expérimental de la Mostra de Venise, un prix spécial de la British Academy of Film and Television Arts, le prix du mérite dans la catégorie art et expérimental aux prix Génie à Toronto et le deuxième prix du film expérimental au Festival international du film de Rapallo en Italie.
De retour au Québec, Jutra réalise son premier long métrage, Les Mains nettes, à partir d'un scénario de Fernand Dansereau. Ce film résulte d’une combinaison de quatre épisodes de la série télévisée Panoramique, produite par l'ONF. La même année, il adapte pour le petit écran et scénarise Marius de la Trilogie marseillaise de Marcel Pagnol et Morts sans visage d’Arthur Hailey pour Radio-Canada.
En 1958, McLaren, Jutra et Brault se rendent à l’Exposition universelle de Bruxelles. Il était une chaise est également présenté au Festival du film de Tours où Jutra fait la connaissance de François Truffaut qui s’apprête à tourner Les Quatre Cents Coups. L’hiver de la même année, il tourne le documentaire Félix Leclerc, troubadour puis Fred Barry, comédien pour l’ONF.

### Influences et indépendance
Influencé sur le plan formel par le cinéma direct et la Nouvelle Vague française, le cinéma de Claude Jutra traite du questionnement identitaire dans le Québec de la révolution tranquille sans toutefois s'impliquer directement dans le discours politique nationaliste de l'époque.
En 1959, agissant à titre de producteur, François Truffaut invite Claude Jutra à réaliser Anna la bonne d'après une histoire de Jean Cocteau, mettant en vedette Marianne Oswald. Durant son séjour en France, Jutra visionne Moi, un noir de Jean Rouch et décide de partir pour l’Afrique en bateau afin de rencontrer le réalisateur. Parti de Marseille, il débarque à Abidjan en Côte d’Ivoire puis se rend au Niger où il rencontre Jean Rouch en pleine savane. Le réalisateur tient à aider Jutra dans la production d’un film sur le Niger. En voyage au Canada, Rouch obtient l’appui financier de l’ONF puis du gouvernement nigérien à son retour en Afrique. Le Niger, jeune république de Claude Jutra sort au cours de l'année 1961.
Toujours en 1961, de retour au Canada, Jutra rejoint l’équipe française de l’ONF et coréalise avec Michel Brault, Marcel Carrière et Claude Fournier La Lutte, un documentaire faisant appel aux techniques de cinéma direct développé par Brault dans Les Raquetteurs en 1958. En 1962, il collabore de nouveau avec Brault sur les documentaires Québec-USA ou l'Invasion pacifique et Les Enfants du silence dont il sera le narrateur. Il fera également la narration de La Feuille qui brise les reins de Terence Macartney-Filgate.
En août 1963, Claude Jutra termine le tournage de son premier long métrage de fiction, À tout prendre qui aborde une liste de sujets tabous pour l’époque. Après deux années de tournage intermittent et un budget indépendant et autofinancé de 60 000 $, cette première fiction de style direct et de nature autobiographique réalisée au Québec remporte le grand prix du Festival du cinéma canadien et le Canadian Film Awards du meilleur long métrage de fiction. Malgré la critique locale, le film est acclamé en France et aux États-Unis par des réalisateurs comme John Cassavetes et Jean Renoir. Le film est jugé « à proscrire » en 1963 par l'Office catholique des techniques de diffusion. En octobre, une rétrospective de l’ensemble de son œuvre est présentée au Musée des beaux-arts du Canada.
La même année, il supervise le montage et coréalise avec Pierre Patry Petit discours sur la méthode, un documentaire sur la technologie française. En 1964, il critique le financement accordé à l’industrie cinématographique québécoise dans Cine Boom. Durant le reste des années 1960, Jutra réalisera deux courts documentaires, Comment savoir... et Rouli-roulant, un des premiers films sur le skateboard, en 1966. En 1967, il est victime d’un accident de moto sur le pont Jacques-Cartier. À la suite de sa convalescence, il réalise Wow en 1969. À cette époque, il est invité à enseigner à la nouvelle école de cinéma de la UCLA.
C’est toutefois durant les années 1970 qu’il signe Mon oncle Antoine, la pièce maîtresse de son œuvre. Par la suite, il réalisera Kamouraska, adapté du roman éponyme d’Anne Hébert, avant de se tourner vers le Canada anglais, où il réalisera pour la télévision ainsi que quelques films. Il reviendra au Québec au début des années 1980, recevra le prix Albert-Tessier en 1984, puis réalisera La Dame en couleurs, sa dernière œuvre.
Les dernières années de sa vie seront marquées par la perte progressive de sa mémoire causée par la maladie d'Alzheimer. Conscient de la « cage de verre invisible » qui le réduit de plus en plus, il se suicide le 5 novembre 1986 en sautant du haut du pont Jacques-Cartier à Montréal.
En 1992, l'Union des écrivains acquiert l'ancienne propriété de Claude Jutra sise au 3492, avenue Laval, tout près du square St-Louis, pour en faire la Maison des écrivains.

### Révélations sur ses relations sexuelles avec des mineurs
Le 16 février 2016 paraît une biographie de Claude Jutra rédigée par le critique et enseignant Yves Lever, qui y rapporte que Jutra « aimait les garçons de 14 ou 15 ans et même plus jeunes ».
Dans un entretien accordé à ICI Radio-Canada, Lever indique posséder en particulier des « preuves pertinentes » des relations que le cinéaste aurait entretenues avec un mineur, sans vouloir préciser les noms de ses sources pour ne pas les exposer. « J’ai fourni une liste de tous les témoignages recueillis, certains sous le sceau de la confidentialité, d’autres non. Un avocat a revu les pages en question et a suggéré quelques petites coupures pour éviter que certaines personnes ne se sentent incriminées ». Il a toutefois indiqué qu’il « n’aim[ait] pas beaucoup qu’on [se] concentre [sur ces éléments] » et qu’il « insist[ait] pour qu’on parle de l’ensemble de la carrière de Jutra ».
« Tout le monde dans le milieu du cinéma sait ça », témoigne à ce sujet la comédienne Paule Baillargeon, réalisatrice du documentaire Claude Jutra, portrait sur film ; « on le sait parce que c’est dit dans l’œuvre de Claude Jutra »,. La ministre de la Culture, Hélène David, indique quant à elle dans un premier temps que « ce ne sont pas des questions simples. Il n’y a pas d’accusations formelles. Il n’y a pas de victimes qui, à notre connaissance, ont porté plainte. Quoi qu’on dise par ailleurs, Claude Jutra est un immense créateur sauf que pour ce “par ailleurs”, on n’a pas d’informations confirmées. […] Tout citoyen est présumé innocent. On n’a pas d’éléments pour l’instant et il n’y a jamais eu de procès et M. Jutra est décédé. Alors, soyons très très prudents ».

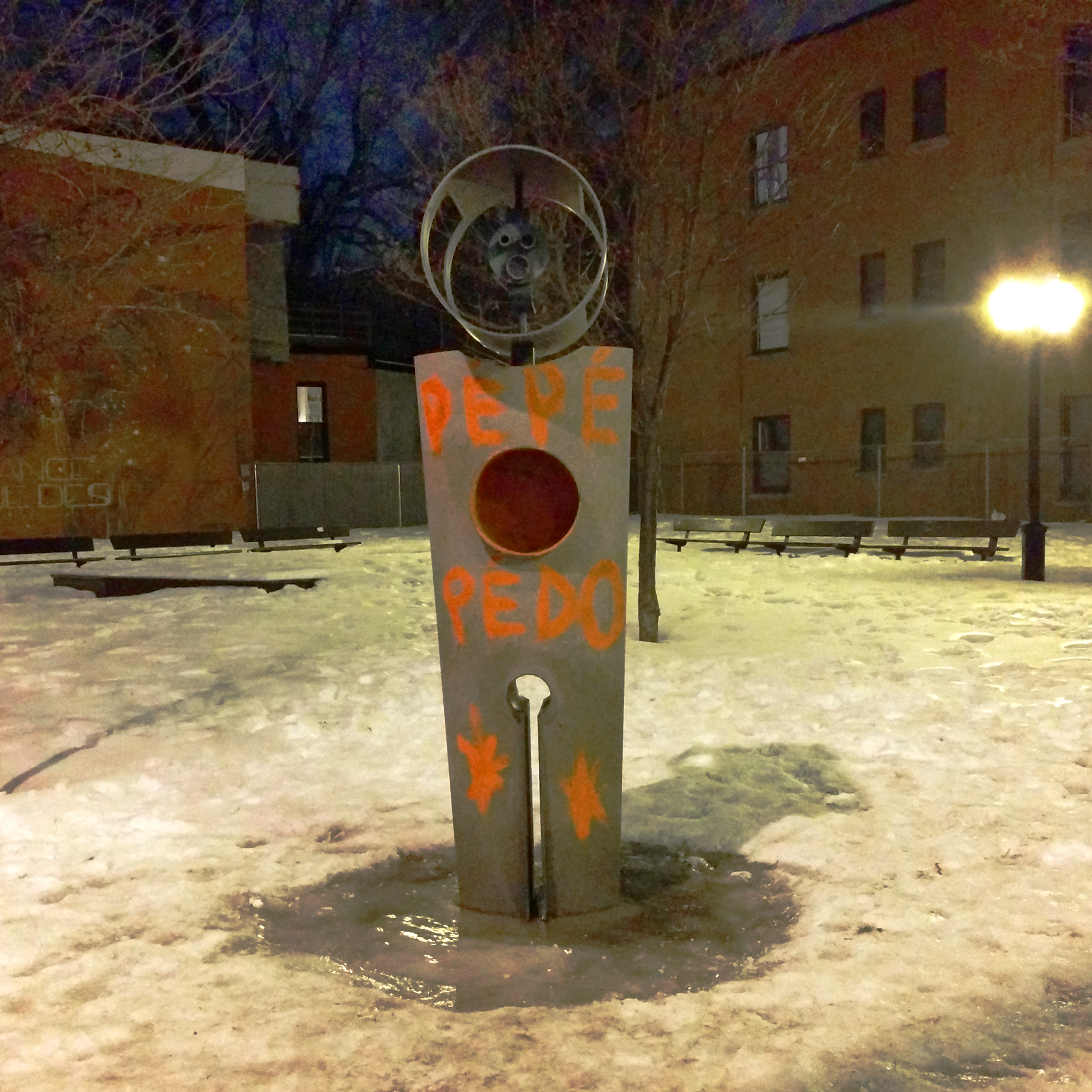
La sculpture Hommage à Claude Jutra de Charles Daudelin vandalisée à Montréal le 23 février 2016, dans la foulée du scandale.

Alors que Québec Cinéma, l'organisme qui organise les prix Jutra, annonce la création dans l'urgence (la prochaine cérémonie ayant lieu le 20 mars) d’un « conseil de sages » afin de « suivre l’évolution du dossier et de faire les recommandations qui s’imposent, le cas échéant, sur tout ce qui concerne cette question », son ancien délégué, Henry Welsh, estime que « bannir de la place publique le nom de Claude Jutra et ne pas conserver les trophées homonymes […] serait une absurdité ; ces prix portent son nom en raison de son talent de cinéaste, pas à cause de sa vie privée ».
Le 17 février 2016, le journal La Presse publie le témoignage d'une victime de Claude Jutra qui aurait fait régulièrement l'objet d'attouchements alors qu'il était enfant. À la lumière de ces nouvelles révélations, Hélène David demande à Québec Cinéma de retirer le nom de Jutra des prix honorant le cinéma québécois, et l'organisme y donne aussitôt suite. Elle mandate aussi la Commission de toponymie du Québec pour qu'elle répertorie toutes les rues et places publiques qui portent ce nom. Dans la foulée, les villes de Québec, de Montréal, de Lévis et de Saint-Bruno-de-Montarville, qui comportent des rues ou des places au nom de Claude Jutra, annoncent qu'elles vont retirer son nom de leur toponymie,,. La Cinémathèque québécoise annonce également que sa salle Claude-Jutra portera le nom de « Salle de projection principale » jusqu'à nouvel ordre.
Le 20 février 2016, le scénariste Bernard Dansereau témoigne à son tour des avances que lui auraient faites le cinéaste alors qu'il n'avait que 12 ou 13 ans. Le 23 février, Québec Cinéma annonce que la soirée des Jutra s'appellera désormais Gala du cinéma québécois.
Invité de l'émission Deux hommes en or le 19 février 2016, Marc Cassivi, critique de cinéma et chroniqueur de La Presse, déclare que « C'est probablement le plus gros scandale dans l'histoire du cinéma québécois ».
En mars 2024, un article publié dans La Presse propose des réserves et des inconforts à la sortie d'un film malhabile Onze jours en février de Jean-Claude Coulbois. L'auteur de l'article soulève aussi des questions importantes sur la sensibilité par rapport aux victimes, la justice et la notion magnifiée de génie. Il résume sa pensée par « Ce film était-il nécessaire ? Je ne le crois pas. »

## Filmographie

### Acteur
| - 1956 : Pierrot des bois : Pierrot - 1957 : Il était une chaise : le jeune homme - 1962 : Les Enfants du silence : narrateur (voix) - 1962 : La Feuille qui brise les reins : narrateur (voix) - 1963 : Petit discours de la méthode : narrateur (voix) - 1963 : À tout prendre : Claude - 1968 : Le Viol d'une jeune fille douce : le docteur - 1969 : Préambule : narrateur (voix) - 1970 : Act of the Heart : un invité à la fête - 1970 : On est loin du soleil : le docteur - 1971 : Mon oncle Antoine : Fernand, le commis - 1975 : Pour le meilleur et pour le pire : Bernard - 1975 : La Fleur aux dents : Georges Lamontagne - 1977 : Arts Cuba : narrateur (voix) - 1978 : Deux Solitudes : le père Beaubien - 1983 : Bonheur d'occasion : M. Letourneau | - 1953 : Corridor sans issue : Disparu : Grumio - 1953 : La Mégère apprivoisée : Grumio - 1954 : Images en boîtes : présentateur - 1955 : Moïra : Praileau - 1961 : Cinéma canadien : présentateur - 1977 : Love on the Nose : un prisonnier - 1977 : The Wolf : Eugene Kelemen - 1979 : Riel : le docteur Roy - 1979 : Cinéma ONF : présentateur - 1982 : Till Death Do Us Part : Sigmund Freed |

### Réalisateur

#### Cinéma
| Année | Œuvre                                                                                              | Également  | Également | Également  | Également             |
| Année | Œuvre                                                                                              | Scénariste | Monteur   | Producteur | Directeur de la photo |
| ----- | -------------------------------------------------------------------------------------------------- | ---------- | --------- | ---------- | --------------------- |
| 1948  | Le Dément du lac Jean-Jeunes                                                                       | ✔️         |           |            |                       |
| 1949  | Mouvement perpétuel                                                                                |            |           |            |                       |
| 1956  | Chantons maintenant                                                                                |            |           |            |                       |
| 1956  | Jeunesses musicales                                                                                | ✔️         |           |            |                       |
| 1956  | Pierrot des bois                                                                                   |            |           |            |                       |
| 1957  | Il était une chaise                                                                                |            |           |            |                       |
| 1958  | Les Mains nettes                                                                                   |            |           |            |                       |
| 1958  | Félix Leclerc, troubadour                                                                          |            |           |            |                       |
| 1959  | Anna la bonne                                                                                      |            |           |            |                       |
| 1959  | Fred Barry, comédien                                                                               |            |           |            |                       |
| 1961  | La Lutte, court métrage documentaire coréalisé par Michel Brault, Marcel Carrière, Claude Fournier | ✔️         |           | ✔️         |                       |
| 1961  | Le Niger, jeune république                                                                         | ✔️         | ✔️        |            |                       |
| 1962  | Québec-USA ou l'Invasion pacifique                                                                 |            | ✔️        |            |                       |
| 1963  | À tout prendre                                                                                     | ✔️         | ✔️        | ✔️         |                       |
| 1963  | Seven Surprizes                                                                                    |            |           |            |                       |
| 1963  | Petit discours de la méthode                                                                       | ✔️         | ✔️        |            |                       |
| 1966  | Comment savoir... (Knowing to Learn)                                                               | ✔️         |           |            |                       |
| 1966  | Rouli-roulant (The Devil's Toy)                                                                    | ✔️         |           |            |                       |
| 1969  | Au cœur de la ville                                                                                |            |           |            |                       |
| 1969  | Wow                                                                                                |            | ✔️        |            |                       |
| 1970  | Marie-Christine                                                                                    |            |           |            |                       |
| 1971  | Mon oncle Antoine                                                                                  | ✔️         | ✔️        |            |                       |
| 1973  | Kamouraska                                                                                         | ✔️         |           |            |                       |
| 1975  | Pour le meilleur et pour le pire (For Better for Worse)                                            | ✔️         |           |            |                       |
| 1976  | Québec fête juin '75                                                                               |            | ✔️        |            |                       |
| 1977  | Arts Cuba                                                                                          |            |           |            |                       |
| 1981  | La Fille du lac (en) (Surfacing)                                                                   |            |           |            |                       |
| 1981  | By Design                                                                                          | ✔️         |           |            |                       |
| 1984  | La Dame en couleurs                                                                                | ✔️         |           |            |                       |

#### Télévision
- 1964 : Cine Boom
- 1976 : Ada
- 1976 : Le Conteur de rêves (Dreamspeaker)
- 1978 : The Beachcombers (The Patriarch)
- 1978 : Seer Was Here
- 1979 : The Wordsmith
- 1985 : My Father, My Rival

### Scénariste
- 1962 : Les Enfants du silence de Michel Brault - également monteur
- 1967 : Entre la mer et l'eau douce de Michel Brault

### Directeur de la photographie
- 1958 : A Day in June de Marcel Martin
- 1961 : Golden Gloves de Gilles Groulx
- 1962 : À Saint-Henri le cinq septembre de Hubert Aquin
- 1968 : Ce soir-là, Gilles Vigneault... de Arthur Lamothe

## Distinctions
- 1972 : Ordre du Canada (refusé par l'artiste)

### Récompenses
- BAFA 1958 : Prix spécial pour Il était une chaise partagé avec Norman McLaren
- Canadian Films Awards 1958 : Meilleur film dans la catégorie Arts and Experimental pour Il était une chaise partagé avec Norman McLaren
- Palmarès du film canadien 1971 : Meilleure réalisation pour Mon oncle Antoine
- Prix Victor-Morin 1972
- Prix Albert-Tessier 1984

### Hommages
Plusieurs prix cinématographiques canadiens ont été nommés en son honneur : les prix Claude-Jutra (depuis 1993 dans le cadre des prix Génie), les prix Jutra (de 1999 à 2016) et les prix Claude-Jutra pour la relève (ou bourse Claude-Jutra).
Plusieurs toponymes lui ont rendu hommage jusqu'en 2016 : le croissant Claude-Jutra, le parc Claude-Jutra (où se trouve la sculpture Hommage à Claude Jutra de Charles Daudelin ) et la salle Claude-Jutra de la Cinémathèque québécoise, à Montréal ; la place Claude-Jutra, à Repentigny ; les rues Claude-Jutra, à Québec, à Lévis, à Saint-Bruno-de-Montarville et à Blainville ; la rue Jutra, à Candiac.
En 1992, le chanteur Michel Rivard lui dédie la chanson L'Oubli (album Le goût de l'eau... et autres chansons naïves).